# Parálisis de la abeja

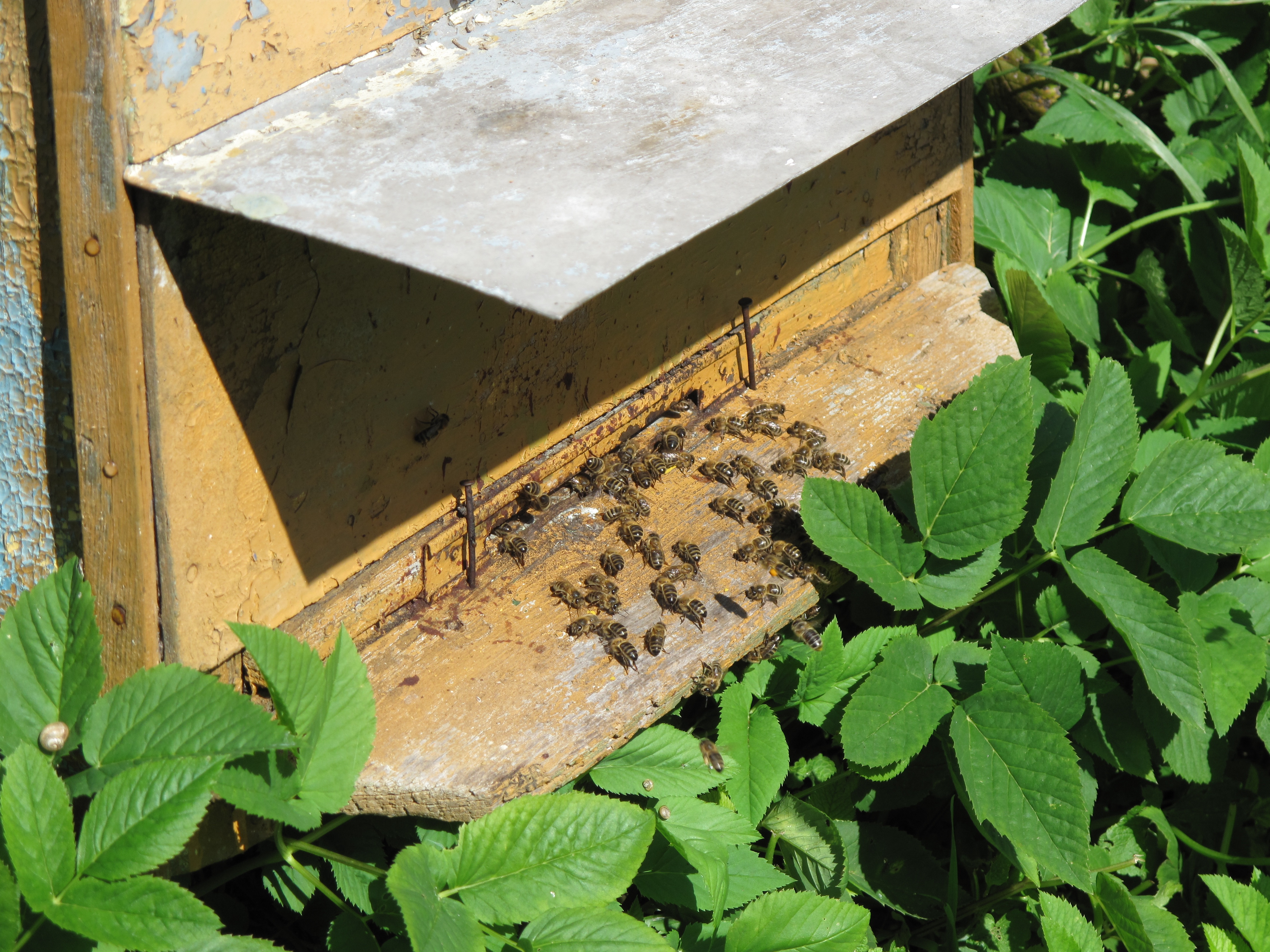
Colmena

La parálisis o síndrome de la abeja negra, es una enfermedad vírica infectocontagiosa de las abejas adultas, causada por dos tipos de virus:
- El virus de la parálisis aguda.
- El virus de la parálisis crónica.[3]

La enfermedad reviste cierta importancia económica. Burnside en 1933 infectó abejas con fluidos procedentes de abejas enfermas maceradas, que previamente había filtrado en filtros retiene bacterias, con lo cual puso al descubierto que se trataba de un virus. A posteriori Bailey con el avance tecnológico del microscopio electrónico, pudo identificar el virus de la parálisis crónica y un año después el virus de la parálisis aguda.

## Etiología
- Parálisis crónica (CBPV):[4][2] virus irregular, tipo ARN de 65 a 90 nm de diámetro. Se puede cultivar en células nerviosas de abejas en células de embrión de pollo. Posee proteínas antigénicas específicas que permiten su identificación mediante pruebas de difusión en gel.

- Parálisis aguda (ABPV):[4][2] virus hexagonal, tipo ARN, de 28 nm de diámetro, muy parecido al Morator aetatulas, siendo hasta 1964, confundido con este último. Posee proteínas específicas que permiten identificarlo con pruebas de difusión en gel.

## Epizootiología
Fue diagnósticada en diferentes continentes: Europa, Asia y América, incluyendo México, Australia, Nueva Zelanda, China, Escandinavia. Se presenta en épocas calurosas y sobre todo en colmenas con reinas altamente consanguíneas. No es conocida la forma natural de infección, pero las partículas vírales que se han encontrado en las glándulas hipofaríngeas y salivales de las abejas. La transmisión puede ocurrir mediante la trofalaxis de las obreras y por la ingestión de alimentos contaminados.

## Patogenia
Ingerido el virus, pasa del tracto digestivo de la abeja al tejido nervioso y al tejido adiposo donde se multiplica. Especialmente se concentra en la zona de la cabeza. Se ha sugerido que la sintomatología sea desencadenada por altas temperaturas en el interior de la colmena. Las abejas mueren a los siete días de ser infectadas con el virus de la parálisis crónica y a los de tres a cinco días cuando son infectadas con el virus de la parálisis aguda.

### Cuadro clínico
Muy similar a la nosemosis y la acariosis. Disminución del número de obreras en la colmena.

### Diagnóstico
Se buscan la presencia de abejas negras (sin pelos en el tórax), temblorosas; sin embargo, un diagnóstico definitivo es imposible de realizar en el campo. En el laboratorio, la enfermedad puede reproducirse inoculando abejas sanas con macerados de abejas enfermas para un diagnóstico positivo. Otra manera de identificar al virus, es mediante cultivos y pruebas de difusión en gel, así como su observación al microscopio electrónico.

### Tratamiento
No existen drogas antivirales específicas hasta nuestros días, pero trabajos experimentales han demostrado que tanto la oxitetraciclina y el azúcar común inhiben el desarrollo del virus, por lo que una opción sería el dar alimentación artificial con un jarabe conteniendo 300 mg de sal pura de oxitetraciclina.

### Medidas preventivas
Es recomendable cambiar a la reina. Los criadores de reinas deberán evitar la consanguinidad en las cruzas para obtener abejas híbridas.